# Luta de classes

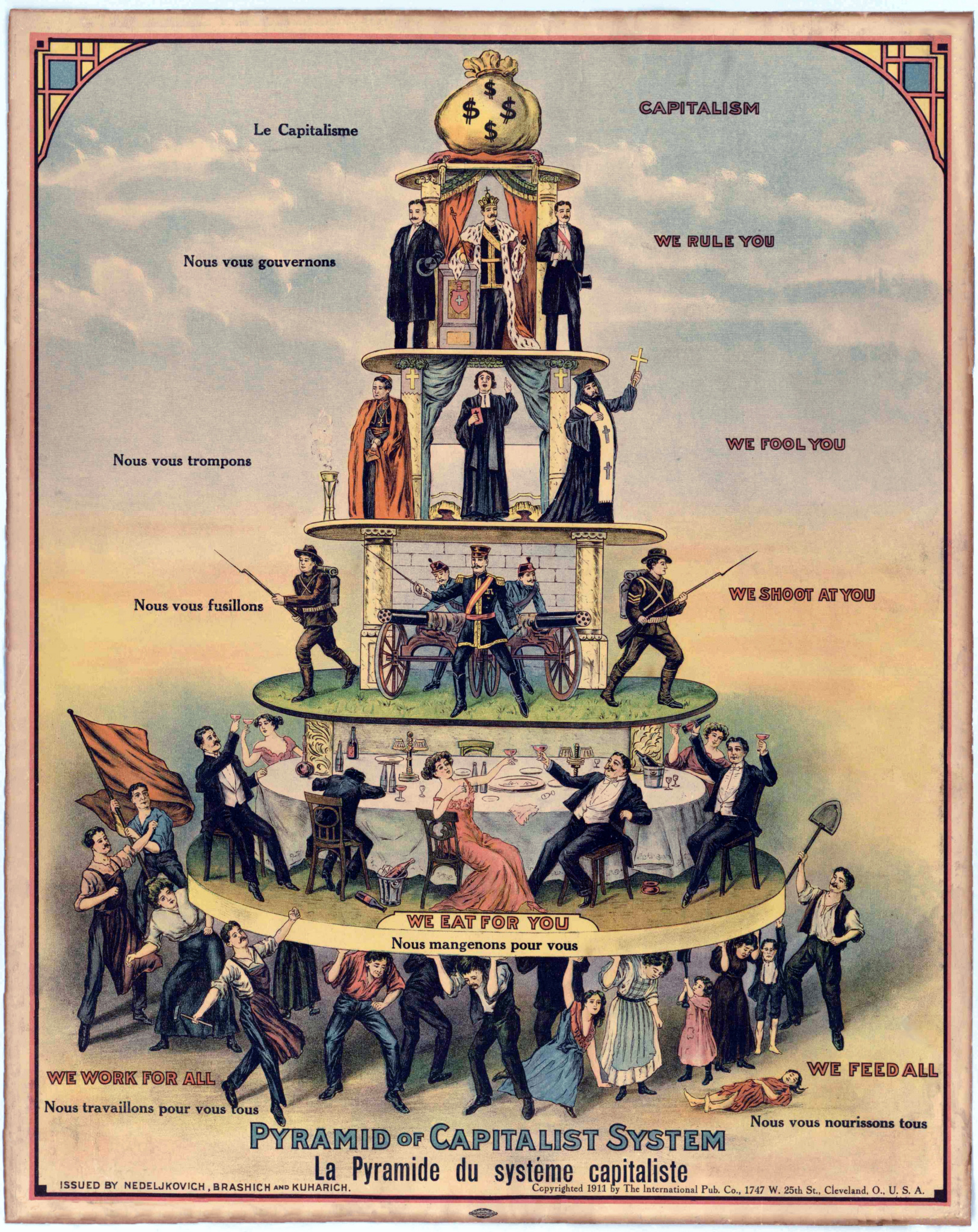
"Pirâmide do Sistema Capitalista", cartoon americano de 1911, baseado no desenho russo Pirâmide Social, por Nicolas Lokhoff, de 1901.

Luta de classes, ou lutas de classes, no plural, refere-se a um fenômeno social de tensão ou antagonismo que existe entre pessoas ou grupos de diferentes classes sociais devido aos competitivos interesses socioeconômicos e desejos dessas pessoas diante da lógica do modo de produção capitalista, dando forma a um conflito que se expressa nos campos econômico, ideológico e político que é a norma na história humana. A visão de que a luta de classes fornece a alavanca para mudanças sociais radicais para a maioria é fundamental nos trabalhos de Karl Marx e do anarquista Mikhail Bakunin.
O conflito de classes pode assumir muitas formas diferentes: violência direta, como guerras travadas por recursos e mão de obra barata; violência indireta, como mortes por pobreza, fome, doença ou condições de trabalho inseguras; coerção, como a ameaça de perda de empregos ou suspensão de investimentos importantes; ou ideologicamente, como livros e artigos. Além disso, existem formas políticas de conflito de classe; legalmente ou ilegalmente pressionando ou subornando líderes governamentais para a aprovação de legislação partidária desejável, incluindo leis trabalhistas, códigos fiscais, leis do consumidor, atos de congressos ou outras sanções, injunções ou tarifas. O conflito pode ser direto, como com um locaute destinado a destruir um sindicato, ou indireto, como com uma desaceleração informal na produção como forma de protesto contra os baixos salários dos trabalhadores ou uso práticas trabalhistas injustas pelo capital.
Opõe-se ao conceito de colaboração de classes.

## Origens
Segundo pensadores como David Ricardo, Pierre-Joseph Proudhon, Karl Marx e Mikhail Bakunin, a luta de classes seria a força motriz por trás das grandes revoluções na história, fornecendo a alavanca para radicais mudanças sociais. Esse conflito teria começado com a criação da propriedade privada dos meios de produção. A partir daí, a sociedade passou a ser dividida entre proprietários (burguesia) e trabalhadores (proletariado), ou seja, possuidores dos meios de produção e possuidores unicamente de sua força de trabalho. Na sociedade capitalista, a burguesia retêm a mercadoria produzida pelo proletariado, e o produtor dessa mercadoria recebe um salário que é pago de acordo com a qualificação profissional dele.
| “ | Muito antes de mim, historiadores burgueses haviam descrito o desenvolvimento histórico dessa luta entre as classes, assim como economistas burgueses haviam descrito sua anatomia econômica. Minha própria contribuição foi mostrar que a existência das classes está simplesmente ligada a determinadas fases históricas do desenvolvimento da produção; que a luta de classes conduz necessariamente à ditadura do proletariado; que esta ditadura, em si, não constitui mais que uma transição para a abolição de todas as classes e a uma sociedade sem classes. | ” |
|   | — Karl Marx - correspondência para Joseph Weydemeyer (5 de março de 1852) . |   |

Participação global da riqueza por grupo de riqueza, Credit Suisse, 2021

Outra característica importante do capitalismo é o conceito criado por Karl Marx da mais-valia. A mais-valia consiste basicamente dessa porcentagem a mais que os capitalistas retiram da classe do proletariado. O acréscimo dessa porcentagem pode ser atingida, por exemplo, aumentando o tempo de trabalho dos operários e mantendo o salário. A luta de classes, segundo Karl Marx, só acabará com o fim do capitalismo e com o fim das classes sociais. O socialismo, que seria como uma fase de transição do capitalismo para o comunismo, foi implementado em diversos países no século XX, a maioria porém reverteu novamente para o capitalismo ou para um sistema econômico misto. A proposta mais radical é abolição do Estado e sua reorganização descentralizada em moldes federativos anarquistas. Embora essa última seja criticada por criar "microestados" sem um poder central colocando o fim do poder estatal como uma utopia.[carece de fontes?]
Apesar de uma parte da história da humanidade, segundo Karl Marx, ter sido a história da luta de classes, a sociedade original, segundo ele, não possuía divisões sociais. Ainda segundo Marx, as primeiras sociedades indígenas das Américas não possuíam estratificação social, sendo o cacique e o pajé apenas figuras simbólicas. Isso se deveria ao fato de que, nesse estágio das forças produtivas sociais, não havia praticamente excedente. Todos os membros da sociedade eram por isso obrigados a participar do processo produtivo, de modo que era impossível a formação de uma hierarquia que diferenciasse as pessoas dessa sociedade. Uma das primeiras formas de hierarquização dos membros foi a divisão homem/mulher, quando os homens começaram a explorar as mulheres. A luta de classes origina-se, então, no momento em que a sociedade passa a ser composta de diferentes castas.
Essa divisão dos membros em classes foi possibilitada quando as forças produtivas atingiram um certo nível de produtividade, onde o excedente já promovia maior segurança à sociedade em relação às suas necessidades. Mas, apesar de garantir uma proteção em tempos escassos, por exemplo, o excedente abriu a possibilidade do jogo político. O controle sobre o excedente se desenvolve em conjunto com a formação de uma minoria que ganha assim poder sobre todos outros membros da sociedade. Dessa maneira origina-se uma diferenciação quanto à tarefa social de cada membro. Entre as diversas classes que podem se formar, estão sempre presente as classes dos senhores (não-trabalhadores) e a classe trabalhadora.
Com o desenvolvimento das forças produtivas, a classe dominante (diferente para cada período histórico) é posta em questão. As classes de baixo reconhecem que a regência da classe exploradora torna-se desnecessária para a continuação do desenvolvimento técnico, enquanto esta tenta, por meios oficiais, manter seu poder. Nessas épocas de desacordo entre as relações sociais de produção vigentes e o patamar técnico dos meios de produção, a probabilidade de uma revolução tende a ser maior. A antiga classe exploradora é, assim, deposta, e uma nova entra em seu lugar. Dessa maneira, a história da sociedade humana é a história de classes dominantes, uma após a outra.

## Uso

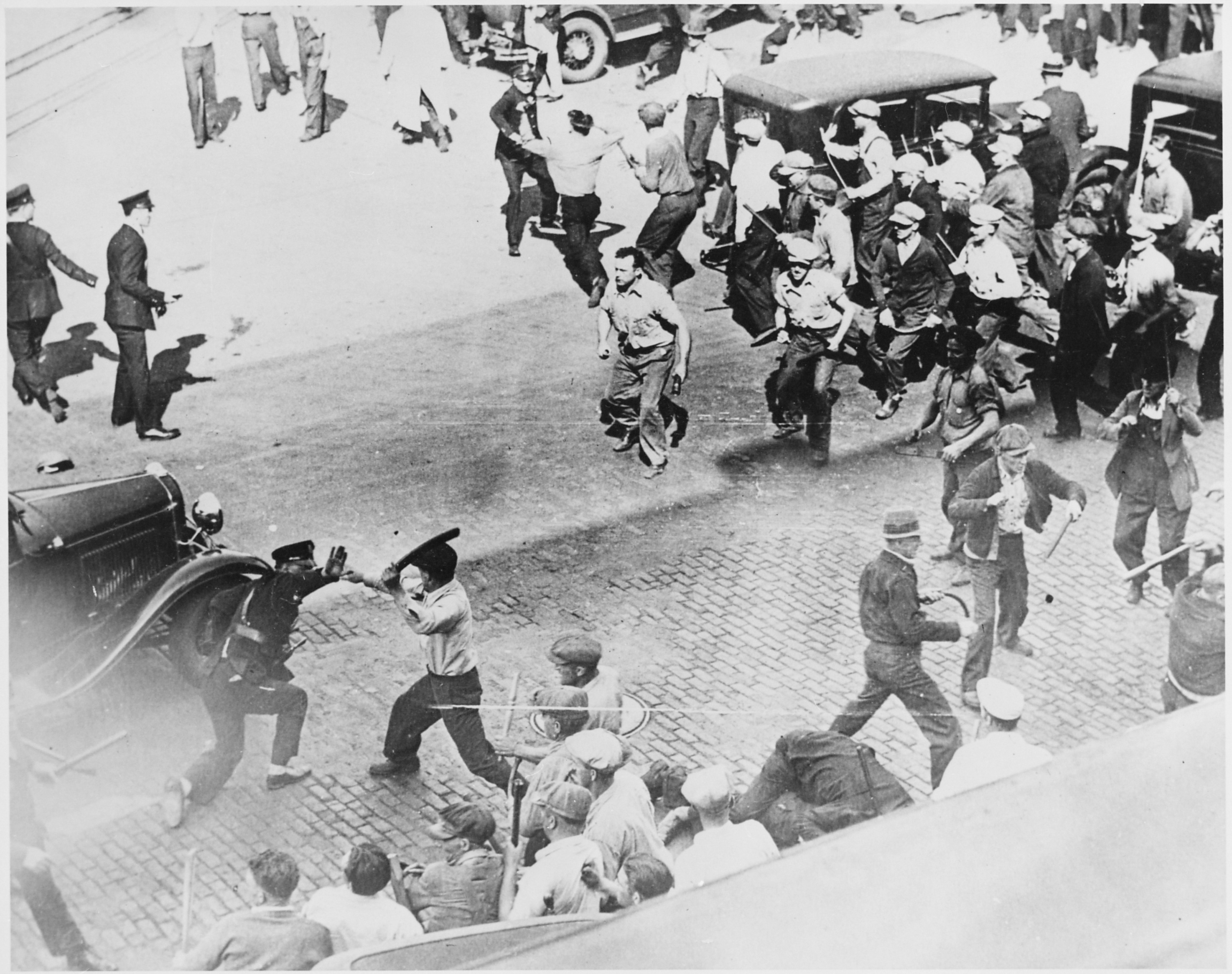
Greve geral em Minneapolis em 1934.

No passado, o termo "luta de classes" era usado principalmente por socialistas, que definem uma classe por sua relação com os meios de produção - como fábricas, terras e máquinas. Deste ponto de vista, o controle social da produção e do trabalho é uma competição entre as classes, e a divisão desses recursos envolve necessariamente conflitos e causa danos. Pode envolver confrontos em pequena escala, se intensificar em confrontos maciços e, em alguns casos, levar à derrota geral de uma das classes concorrentes. No entanto, em tempos mais contemporâneos, busca-se uma nova definição entre as sociedades capitalistas nos Estados Unidos e outros países ocidentalizados.
O anarquista Mikhail Bakunin argumentou que a luta de classes da classe trabalhadora, camponesa e pobre teve o potencial de levar a uma revolução social envolvendo a derrubada das elites governantes e a criação do socialismo libertário. Isso era apenas um potencial, e nem sempre a luta de classes era, argumentou ele, o fator único ou decisivo na sociedade, mas era central. Em contraste, os marxistas argumentam que o conflito de classes sempre desempenha o papel decisivo e fundamental na história dos sistemas hierárquicos baseados em classes, como o capitalismo e o feudalismo. Os marxistas referem-se a suas manifestações abertas como guerra de classes, uma luta cuja resolução em favor da classe trabalhadora é vista por eles como inevitável sob o capitalismo plutocrático.

### Sociedades pré-capitalistas
Onde as sociedades são socialmente divididas com base em status, riqueza ou controle social da produção e distribuição, as estruturas das classes surgem e, portanto, são covalentes com a própria civilização. Está bem documentado desde pelo menos a Antiguidade Clássica europeia (Conflito das Ordens, Espártaco, etc.)  e as várias revoltas populares na Europa medieval tardia e em outros lugares.
Uma das primeiras análises desses conflitos encontra-se no livro A Guerra Camponesa Alemã de Friedrich Engels. Uma das primeiras análises do desenvolvimento de classes como fator de conflitos entre classes emergentes está disponível em Mutualismo: Um Fator de Evolução de Piotr Kropotkin. Neste trabalho, Kropotkin analisa a partilha de bens após a morte em sociedades pré-classe ou caçadora-coletora, e como a herança produziu as divisões e os conflitos iniciais de classe.

### Século XXI nos Estados Unidos
O bilionário e amigo de Warren Buffett, George Soros aborda o uso pejorativo do termo pelo direito conservador afirmando: "Falando como a pessoa que seria mais prejudicada por isso, acho que meus colegas gestores de fundos de cobertura convocam essa guerra de classe porque eles não gostariam de pagar mais impostos".
Bill Moyers, por exemplo, pronunciou um discurso no Brennan Center for Justice em Dezembro de 2013, intitulado "The Great American Class War", referente à luta atual entre democracia e plutocracia nos EUA. Chris Hedges escreveu uma coluna para o site Truthdig chamada "vamos ganhar esta guerra de classes que começou", citando o single da cantora Pink, "Get the Party Started".
O historiador Steve Fraser, autor de The Age of Acquiescence: The Life and Death of American Resistance to Organized Wealth and Power, afirma que o conflito de classes é inevitável se as condições políticas e econômicas atuais continuarem, observando que "as pessoas estão cada vez mais cansadas... suas vozes não são ouvidas. E acho que isso só pode durar tanto tempo sem que existam mais e mais surtos do que costumava chamar de luta de classes, guerra de classes.".

## Sociedades capitalistas
O exemplo típico de luta de classes descrito é o conflito dentro do capitalismo. Este conflito de classe é visto principalmente entre a burguesia e o proletariado, e assume a forma de desentendimento sobre horas de trabalho, valor dos salários, divisão dos lucros, custo dos bens de consumo, cultura no trabalho, controle do parlamento ou burocracia e desigualdade econômica. A implementação de programas governamentais que podem parecer puramente humanitários, como a prevenção de acidentes de trabalho, pode realmente ser uma forma de conflito de classe. No conflito de classes dos EUA, muitas vezes é observado em conflitos capital-trabalho. Já em 1933, o representante Edward Hamilton da ALPA, (Air Line Pilots Association, International), usou o termo "guerra de classes" para descrever a oposição da administração aérea nas audiências do National Labor Board (Conselho Nacional do Trabalho) em Outubro daquele ano. Além dessas formas cotidianas de conflito de classe, durante períodos de crise, o conflito de classe revolucionário assume uma natureza violenta e envolve repressão, assalto, restrição de liberdades civis e violência assassina, como assassinatos ou esquadrões da morte.

### Thomas Jefferson, Estados Unidos
Embora Thomas Jefferson (1743-1826) tenha presidido os Estados Unidos de 1801 a 1809 e, seja considerado um dos Pais Fundadores, ele morreu com grandes dívidas. Quanto à interação entre as classes sociais, ele escreveu:
| “ | Estou convencido de que essas sociedades (como os índios), que vivem sem governo, gozam em sua massa geral de um grau de felicidade infinitamente maior do que aqueles que vivem sob os governos europeus. Entre os primeiros, a opinião pública está no lugar da lei, e restringe a moral tão poderosamente quanto as leis já fizeram em qualquer lugar. Entre estes últimos, sob pretexto de governo, dividiram suas nações em duas classes, lobos e ovelhas. Eu não exagero. Esta é uma imagem verdadeira da Europa. Assim sendo, creia no espírito de nosso povo, e mantenha viva sua atenção. Não seja muito severo em seus erros, mas corrija-os, iluminando-os. Se, uma vez que se tornem desatentos para os assuntos públicos, você e eu, e Congresso e Assembléias, juízes e governadores, todos se tornarão lobos. Parece ser a lei de nossa natureza geral, apesar das exceções individuais; e a experiência declara que o homem é o único animal que devora o seu próprio tipo, pois não posso aplicar um termo mais ameno aos governos da Europa e à pilhagem geral dos ricos aos pobres. | ” |
|   | — Thomas Jefferson, Carta a Edward Carrington - 16 de Janeiro de 1787 . |   |

### Warren Buffett, Estados Unidos
O investidor, bilionário e filantropo Warren Buffett, uma das 10 pessoas mais ricas do mundo, expressou em 2005, e novamente em 2006, sua visão de que sua classe (a "classe rica") está travando uma guerra de classes contra o restante da sociedade. Em 2005, Buffet disse à CNN: "É uma guerra de classes, minha classe está ganhando, mas ela não deveria estar.". Numa entrevista concedida em Novembro de 2006 ao The New York Times, Buffett afirmou que "[aqui] é a guerra de classes, tudo certo, mas é a minha classe, a classe rica, que está fazendo esta guerra e estamos ganhando." Mais tarde, Warren doou de metade de sua fortuna a causas de caridade através de um programa desenvolvido por ele e o magnata dos softwares Bill Gates. Em 2011, Buffett rogou aos legisladores que "...parasem de mimar os super ricos."

### Noam Chomsky

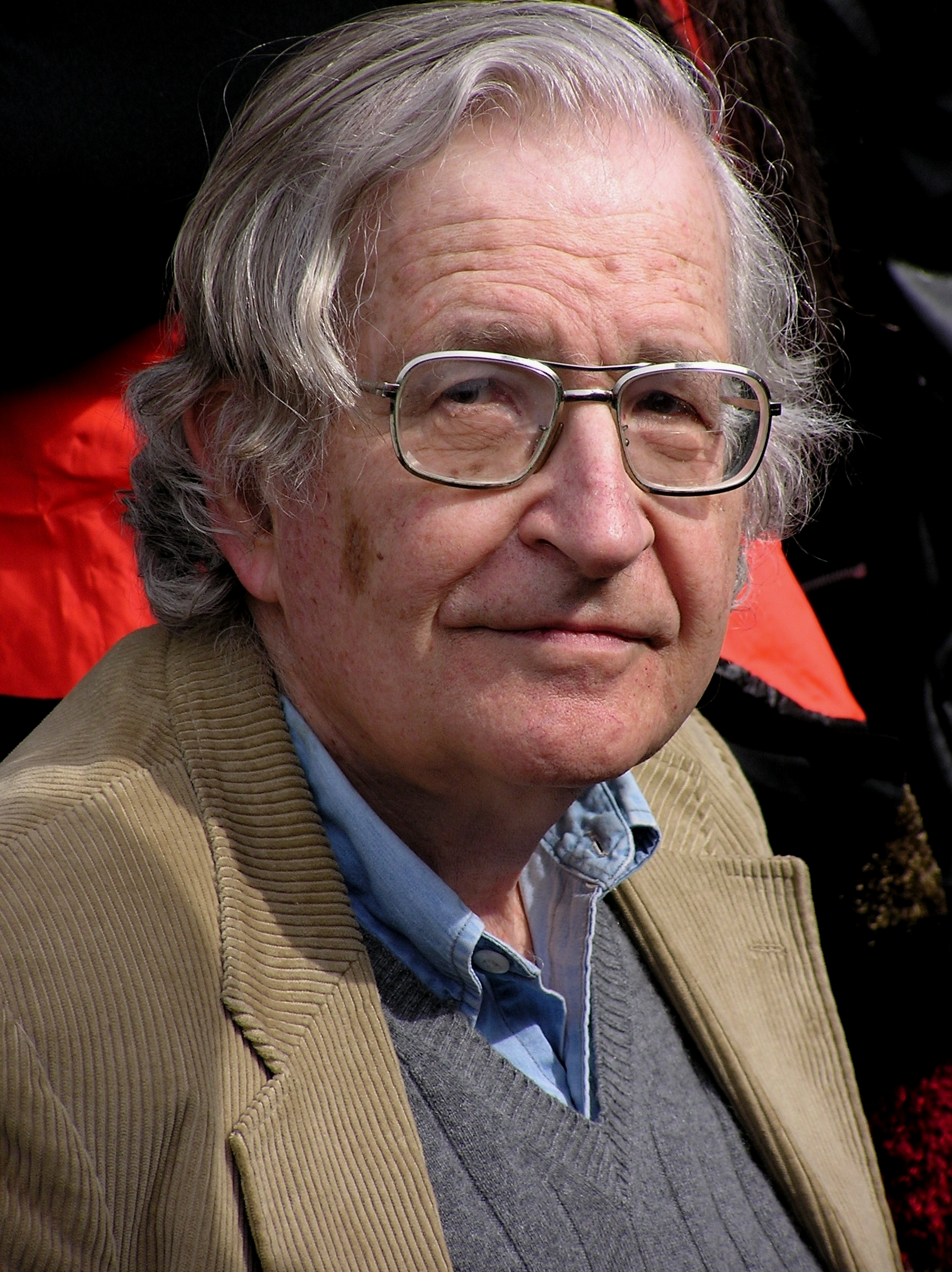
Noam Chomsky

Noam Chomsky, linguista, filósofo e ativista político americano criticou a luta de classes nos Estados Unidos:
| “ | Bem, sempre há uma guerra de classes acontecendo. Os Estados Unidos, numa extensão incomum, é uma sociedade administrada por empresas, mais do que qualquer outra. As classes de negócios tem muito mais consciência de classe: eles constantemente estão lutando uma guerra de classes amarga para aumentar seu poder e diminuir o da oposição. Ocasionalmente isso é reconhecido... Os enormes benefícios concedidos aos muito ricos, os privilégios para os muito ricos aqui são muito além dos de outras sociedades comparáveis e fazem parte da guerra de classes em curso. Dê uma olhada nos salários do CEO... | ” |
|   | — Noam Chomsky . |   |

### Max Weber, Alemanha
Max Weber (1864-1920) concorda com as ideias fundamentais de Karl Marx sobre a economia provocar conflitos de classe, mas afirma que o conflito de classe também pode resultar de prestígio e poder. Weber argumenta que as classes provêm dos diferentes locais de propriedade. Diferentes locais podem afetar em grande parte a classe de alguém por sua educação, e as pessoas associadas. Também afirma que o prestígio resulta em diferentes agrupamentos de status. Esse prestígio é baseado no status social de seus pais. Prestígio é um valor atribuído que, muitas vezes, não pode ser alterado. Weber afirma que as diferenças de poder levaram à criação dos partidos políticos. Weber discorda de Marx sobre a formação das classes. Enquanto Marx acredita que os grupos são semelhantes devido ao seu status econômico, Weber argumenta que as classes são em grande parte formadas pelo status social. Weber não acredita que as comunidades são formadas por uma posição econômica, mas por um prestígio social semelhante. Weber reconhece que há uma relação entre status social, prestígio social e classes.

### Primavera árabe
Numerosos fatores culminaram com o que se conhece como a Primavera Árabe. A agenda por trás do conflito civil e a derrubada final dos governos autoritários em todo o Oriente Médio incluíram questões como ditadura ou monarquia absoluta, violações dos direitos humanos, corrupção governamental (demonstrada pelos telegramas diplomáticos vazados pelo Wikileaks), declínio econômico, desemprego, extrema pobreza e uma série de fatores estruturais demográficos, como uma grande porcentagem de jovens educados mas insatisfeitos dentro da população. Além disso, alguns, como o filósofo esloveno Slavoj Žižek atribuem os protestos eleitorais no Irã em 2009 como uma das razões por trás da Primavera Árabe. Os indutores das revoltas nos países do norte da África e do Golfo Pérsico têm sido a concentração da riqueza nas mãos dos autocratas, no poder há décadas, transparência insuficiente de sua redistribuição, corrupção e, especialmente, a recusa dos jovens em aceitar o status quo. Uma vez as ameaças à segurança alimentar afetaram todo o mundo, os preços aproximaram-se dos níveis da crise de alimentos de 2007-2008. A Anistia Internacional destacou o vazamento dos telegramas diplomáticos dos EUA, pelo Wikileaks, como o catalisador das revoltas.

## Socialismo

### Perspectiva marxista

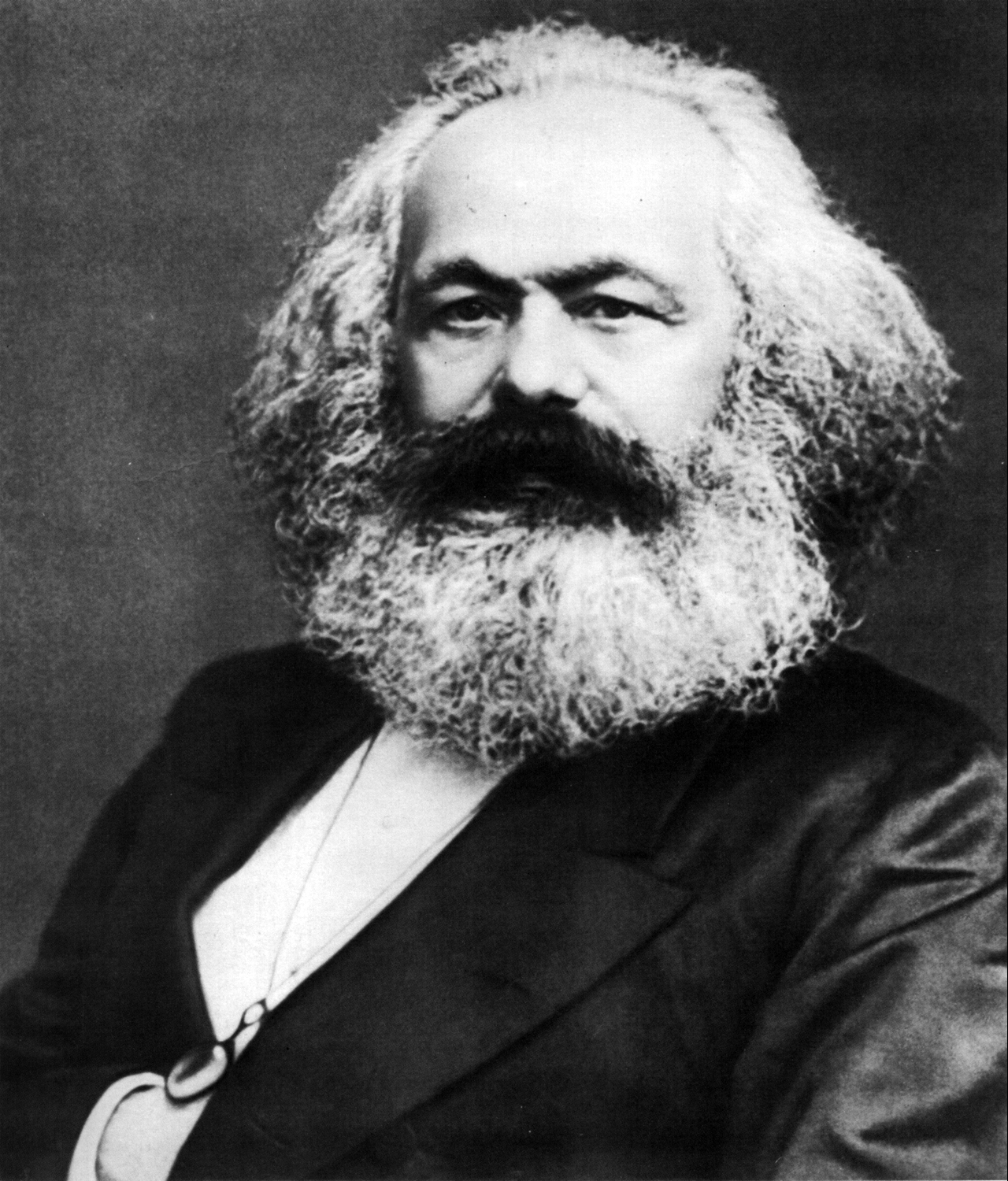
Karl Marx em 1875

Karl Marx (1818-1883) foi um filósofo, nascido na Alemanha que viveu a maior parte de sua vida adulta em Londres, Inglaterra. No Manifesto Comunista, Marx argumentou que uma classe é formada quando seus membros conseguem a consciência de classe e a solidariedade. Isso ocorre amplamente quando os membros de uma classe se tornam conscientes de sua exploração e do conflito com outra classe. Uma classe então realizará seus interesses compartilhados numa identidade comum. De acordo com Marx, uma classe irá então agir contra aqueles que a estão explorando as classes mais baixas.
O que Marx ressalta é que os membros de cada uma das duas classes principais têm interesses em comum. Estas classes, ou interesses coletivos, estão em conflito com os da outra classe como um todo. Isso, por sua vez, leva a conflitos entre indivíduos de diferentes classes.
A análise marxista da sociedade identifica dois grupos sociais principais:
- Trabalho: (o proletariado ou os trabalhadores) inclui qualquer pessoa que ganhe seu sustento vendendo sua força de trabalho e recebendo um salário pelo tempo de trabalho. Estes têm pouca escolha senão trabalhar para o capital, já que normalmente não dispõem de nenhuma forma de sobreviver independentemente;
- Capital: (a burguesia ou os capitalistas) inclui qualquer pessoa que obtém sua renda não do trabalho, tanto quanto da mais-valia que eles apropriam dos trabalhadores que criam a riqueza. A renda dos capitalistas, portanto, é baseada em sua exploração dos trabalhadores (proletariado).

Nem todas as lutas de classe são violentas ou necessariamente radicais, como acontece com greves e locautes. O antagonismo de classe pode, em vez disso, ser expresso como a baixa moral dos trabalhadores, sabotagem e roubos menores, e abuso individual de trabalhadores por autoridades menores e acúmulo de informações. Também pode ser expresso em maior escala por apoio a partidos socialistas ou populistas. Do lado dos empregadores, o uso de empresas legais que reúnem sindicatos e o lobby para leis anti-sindicais são formas de luta de classes.
Nem toda a luta de classes é uma ameaça ao capitalismo, nem mesmo à autoridade de um capitalista individual. Uma luta estreita por salários mais altos por um pequeno setor da classe trabalhadora, o que muitas vezes se chama "economismo", dificilmente ameaça o status quo. De fato, ao aplicar as táticas artesanais para excluir trabalhadores qualificados, uma luta econômica pode até enfraquecer a classe trabalhadora como um todo dividindo-a. A luta de classes se torna mais importante no processo histórico à medida que se torna mais geral, à medida que as indústrias são modernas e não artesanais, à medida que a consciência de classe dos trabalhadores aumenta e se auto-organizam fora dos partidos políticos. Marx se referiu a isso como o progresso do proletariado de ser uma classe "em si", uma posição na estrutura social, ser um "para si", uma força ativa e consciente que poderia mudar o mundo.
Marx responsabiliza, em grande parte, a sociedade de capital industrial como a fonte da estratificação social, o que, em última instância, resulta em conflitos de classes. Ele afirma que o capitalismo cria uma divisão entre as classes que pode ser claramente observada nas fábricas de manufatura. O proletariado está separado da burguesia porque a produção se torna uma empresa social. A tecnologia presente nas fábricas contribui para esta divisão. A tecnologia aliena os trabalhadores, já que eles não são mais vistos como tendo uma habilidade especializada. Outro efeito da tecnologia é uma força de trabalho homogênea que pode ser facilmente substituível. Marx acreditava que este conflito de classe resultaria na queda da burguesia e que a propriedade privada se converteria em propriedade comum. O modo de produção permaneceria, mas a propriedade comunitária eliminaria a luta de classes.
Mesmo depois de uma revolução, as duas classes se esforçariam, mas, eventualmente, a luta desapareceria e as classes se dissolveriam. À medida que os limites da classe se quebrassem, o aparelho estatal desapareceria. De acordo com Marx, a principal tarefa de qualquer aparelho estatal é defender o poder da classe dominante; mas sem qualquer classe, não haveria necessidade de um estado. Isso levaria à sociedade comunista sem classes e, sem estado.

### União Soviética e sociedades similares
Uma variedade de pensadores predominantemente trotskistas e anarquistas argumentam que o conflito de classes existia em sociedades de estilo soviético. Seus argumentos descrevem como uma classe o estrato burocrático formado pelo partido político dominante (conhecido como Nomenklatura na União Soviética) - às vezes denominado uma "nova classe" - que controla e guia os meios de produção. Esta classe dominante é vista como sendo contrária ao restante da sociedade, geralmente considerado o proletariado. Este tipo de sistema é referido por eles como socialismo de estado, capitalismo de estado, coletivismo burocrático ou sociedades de "novas classes". (Cliff; Ðilas 1957) O marxismo era um poder ideológico tão predominante no que se tornou a União Soviética, uma vez que um grupo marxista conhecido como Partido Operário Social-Democrata Russo se formou no país, antes de 1917. Este partido logo se dividiu em duas facções principais; os bolcheviques, liderados por Vladimir Lenin, e os mencheviques, liderados por Julius Martov.
No entanto, muitos marxistas argumentam que, ao contrário do capitalismo, as elites soviéticas não possuíam os meios de produção, nem geravam mais-valias para a riqueza pessoal, como no capitalismo, já que o lucro gerado da economia era distribuído igualmente na sociedade soviética. Mesmo um trotskista como Ernest Mandel criticou o conceito de uma nova classe dominante como um oxímoro, dizendo: "A hipótese de que a burocracia seja uma nova classe dominante leva à conclusão de que, pela primeira vez na história, somos confrontados com uma "classe dominante" que não existe como uma classe antes de realmente governar.".

### Perspectivas não marxistas
Comentaristas sociais, historiadores e teóricos socialistas comentaram sobre a luta de classes algum tempo antes de Marx, bem como a conexão entre a luta de classes, propriedade e lei: Augustin Thierry, François Guizot, François Mignet e Adolphe Thiers. Os fisiocratas, David Ricardo, e depois de Marx, Henry George notou o distribuição inelástica da terra e argumentou que isso criou certos privilégios (locação) para os proprietários de terras. De acordo com o historiador Arnold Toynbee, a estratificação ao longo das linhas da classe aparece apenas dentro das civilizações e, além disso, só aparece durante o processo de declínio da civilização enquanto não caracteriza a fase de crescimento de uma civilização.
Proudhon, em sua obra O Que É a Propriedade? (1840) afirma que "certas classes não saboreiam a investigação sobre os títulos pretendidos para a propriedade e sua história fabulosa e talvez escandalosa.". Enquanto Proudhon viu que a solução surgiria quando as classes mais baixas criassem uma alternativa, a economia solidária, que centraria-se em cooperativas e locais de trabalho autogeridos, que concorreriam e lentamente, substituiriam a sociedade de classes capitalista, o anarquista Mikhail Bakunin, sob a influência de Proudhon, insistiu em que uma luta de classes maciça, da classe trabalhadora, camponesa e pobre, era essencial para a criação do socialismo libertário. Isso exigiria um confronto (final) sob a forma de uma revolução social.
Os fascistas muitas vezes se opuseram à luta de classes e, em vez disso, tentaram atrair a classe trabalhadora, prometendo preservar as classes sociais existentes e propuseram um conceito alternativo conhecido como colaboração de classes.

## Raça vs. classe

Trabalhadores negros desempregados no calor do verão na Filadélfia, Estados Unidos, 1973.

De acordo com Michel Foucault, no século XIX, a noção essencialista de "raça" foi incorporada por racistas, biólogos e eugenistas, que lhe deram o senso moderno de "raça biológica" que foi então integrada ao "racismo estatal". Por outro lado, Foucault afirma que, quando os marxistas desenvolveram o conceito de "luta de classes", eles foram parcialmente inspirados pelas noções antigas e não biológicas da "raça" e da "luta racial". Em uma carta a Friedrich Engels em 1882, Karl Marx escreveu: "Você sabe muito bem onde encontramos a nossa ideia de luta de classes; descobrimos isso no trabalho dos historiadores franceses que falaram sobre a luta racial.". Essa citação aparece na página 93, da obra "Em defesa da Sociedade", escrita por Michel Foucault, 4ª edição, traduzida e publicada no ano de 2005, pela editora Martins Fontes. O autor, por sua vez, corrige as informações em nota, afirmando: 
"Deveria se tratar, na realidade, da carta de K. Marx a J. Weydemeyer de 5 de março de 1852, na qual Marx escreve notadamente: "Enfim, se eu fosse tu, faria os senhores democratas em geral notarem que melhor fariam se eles próprios se familiarizassem com a literatura burguesa antes de se permitirem ladrar contra o que é o seu contrário. Esses senhores deveriam, por exemplo, estudar as obras históricas de Thierry, Guizot, John Wade, etc., e adquirir algumas luzes sobre a história das classes no passado'" (Karl MarxFriedrich Engels Gesamtausgabe, Dritte Abteilung, Briefwechsel, Bedim, Diez, t. 5,1987, p. 75; trad. fr.: K. Marx & F. Engels, Correspondance, Paris, Editions Sociales, 1959, t III, p, 79). Cf. também a carta de Marx a Engels de 27 de julho de 1854, na qual Thierry é definido como "'o pai da luta das classes' na historiografia francesa" (Gesamtausgabe, t. 7, 1989, pp, 129-32, citação p. 130; trad. fr.: in Correspondance, t. IV, 1975, pp. 148-52. No manuscrito M. Foucault escreve: "Em 1882 ainda, Marx dizia a Engels: a história do projeto e da politica revolucionários nao é dissociável dessa contrahistória das raças e da importância que ela teve no Ocidente nas lutas políticas" (citado manifestamente de memória)"
Vale ressaltar, o conteúdo da citação no livro, sobre a origem do conceito de "luta de classes", remete a uma nota do manuscrito da aula de 28 de Janeiro de 1976, para um Curso no Collège de France. Nota esta, segundo consta na edição de 2005, da Martins Fontes, sem fonte documental definida. E no manuscrito, a colocação se limita a correlação entre as lutas raciais e seu impacto nas lutas políticas, no Ocidente. Uma outra referência, neste sentido, é o livro de Susan Buck Morrs, "Hegel e o Haiti", que defende o paralelo entre "dialética do senhor e do escravo", proposta por Hegel, e o processo revolucionário em curso na, então, colônia de São Domingos, atual Haiti. Portanto, para Foucault, o tema da guerra social fornece o princípio primordial que liga a luta de classes e raças.
Moses Hess, um importante teórico e trabalhista sionista do movimento socialista inicial, no epílogo do livro "Roma e Jerusalém" (1862) argumentou que "a luta racial é primária, a luta de classes secundária... Com a cessação do antagonismo racial, a luta de classes também se paralisará. A igualdade de todas as classes da sociedade seguirá necessariamente a emancipação de todas as raças, pois ela se tornará uma questão científica da economia social.".
Nos tempos modernos, as escolas de pensamento emergentes nos EUA e noutros países sustentam o oposto como verdade. Argumenta-se que a luta racial é menos importante, porque a luta primária é a de classes, já que o trabalho de todas as raças humanas enfrenta os mesmos problemas e injustiças.

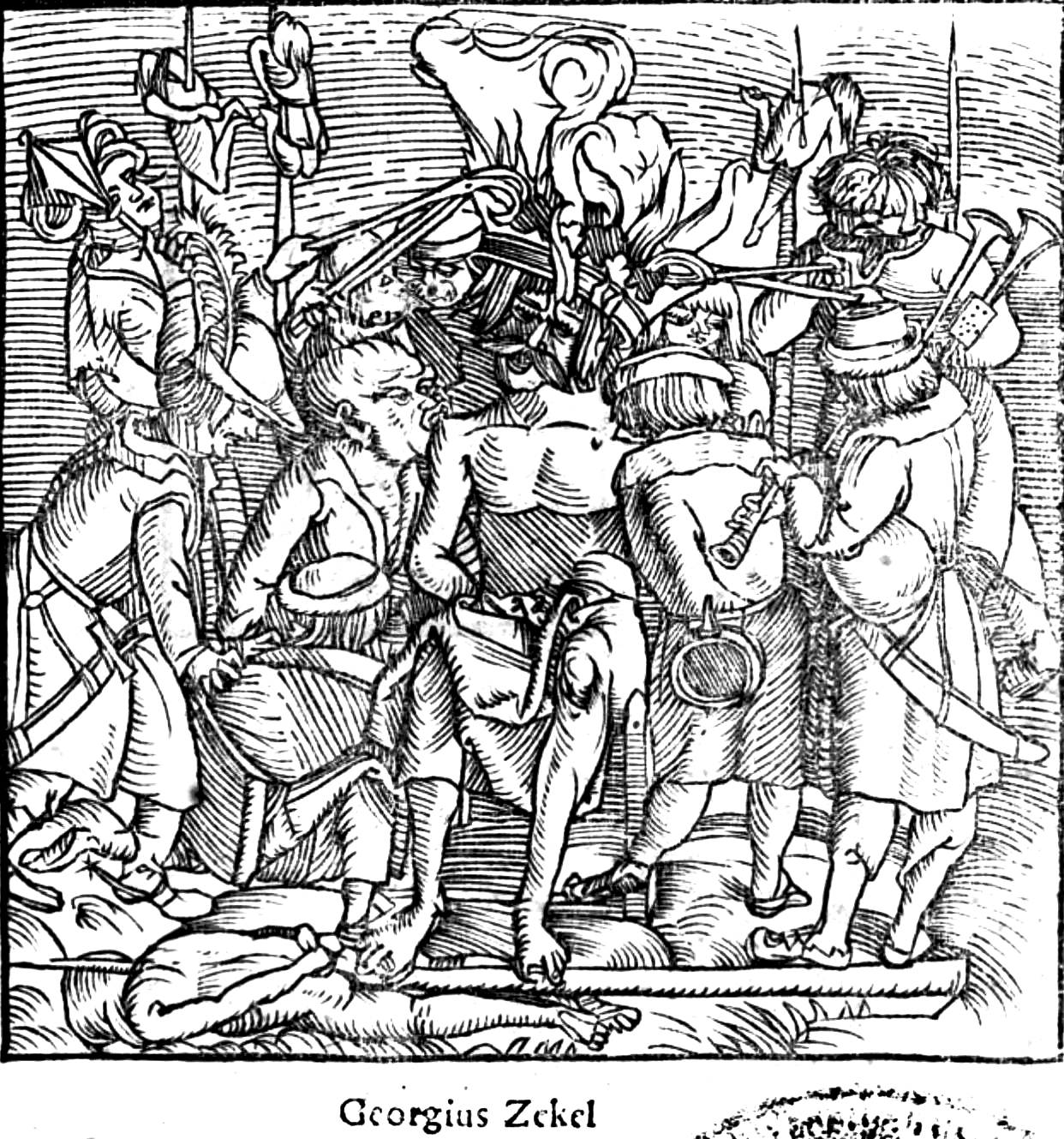
A rebelião de György Dózsa, em 1514, espalhou-se rapidamente no Reino da Hungria, onde centenas de casas senhoriais e castelos foram queimados e milhares dentre a pequena nobreza morreram.

## Cronologia
Os conflitos com de fundo basicamente nacionalista não estão incluídos.

### Antiguidade Clássica
- Conflito das Ordens (República Romana, 494 a.C.-287 a.C.)
- Guerras Servis (135 a.C.–132 a.C., 104 a.C.–100 a.C., 73 a.C.–71 a.C.)

### Idade Média
- Revolta camponesa de 1381
- Jacquerie (1358)

### Idade Moderna
- Guerra dos Camponeses (1524-1525)
- Guerra civil inglesa (escavadores, 1642-1649)

### Idade Contemporânea
- Revolução Francesa (1789) [43]
- Revolta do Minho (1846)
- Revoluções de 1848
- Comuna de Paris (1871)
- Rebelião Camponesa Donghak (1894-1895)
- Revolução Russa de 1905
- Revolta dos Camponeses Romenos de 1907
- Revolução Mexicana (1910-1920)
- Revolução de Outubro (1917)
- Revolta de Kronstadt (1921)
- Greve geral de 1926 no Reino Unido
- Guerra Civil Espanhola (1936-1939)
- Revolta de 1953 na Alemanha Oriental
- Revolução Cubana (1953-1959)
- Revolução Húngara de 1956
- Maio de 1968 (França)
- Greve selvagens (Alemanha Ocidental, 1969)
- Crise constitucional russa de 1993
- Distúrbios de 2008 na Grécia
- Revolução Quirguiz de 2010
- Revolução Egípcia de 2011
- Tumultos na Inglaterra em 2011
- Fórum Social Mundial
- Fórum Econômico Mundial

## Críticas

#### Divisão da sociedade
O conceito de luta de classes foi criticado por dividir artificialmente a sociedade em dois campos hostis, além de defender o ódio e a violência de classe. Esta é a censura tradicionalmente abordada pela direita conservadora ou liberal. Os conservadores geralmente defendem o conceito de "colaboração de classes" que, de acordo com os defensores do conceito de luta de classes, é apenas "a exploração de uma classe por outra". Pitirim Sorokin discorda da teoria marxista, que responsabiliza a luta de classes como determinante dos rumos da história humana, afirmando que: "a cooperação entre as classes sociais, é um fenômeno ainda mais universal do que o antagonismo entre elas."

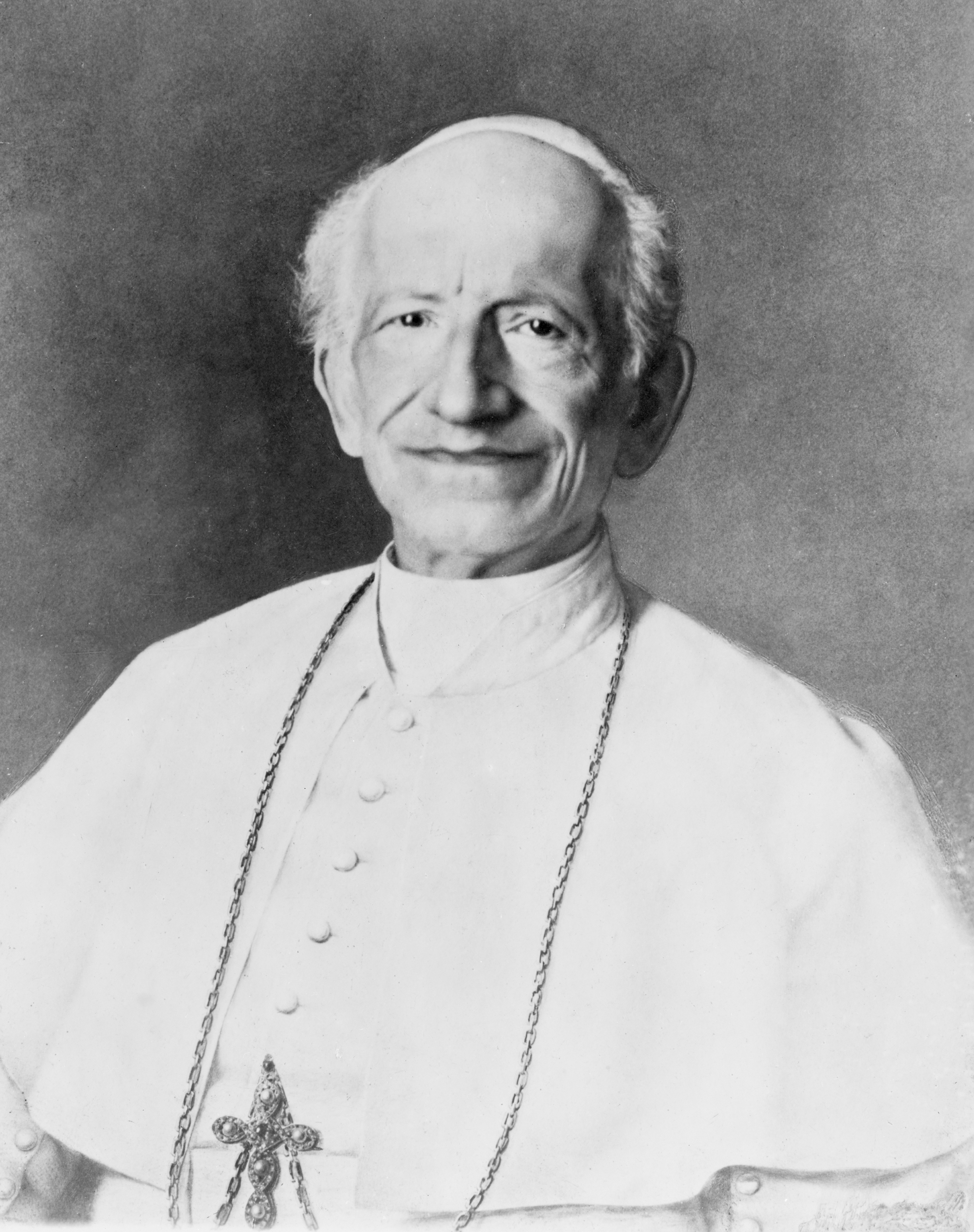
Papa Leão XIII

A Doutrina Social da Igreja também condena a luta de classes. Em sua famosa encíclica Rerum Novarum, o Papa Leão XIII reconheceu a existência de duas classes:
| “ | A violência das convulsões sociais dividiu o corpo social em duas classes e cavou entre eles um imenso abismo. Por um lado, uma facção, toda poderosa por sua riqueza. Mestra absoluta da indústria e do comércio, ela desvia o curso da riqueza e, de fato, reúne todas as fontes. Está em suas mãos mais de uma jurisdição da administração pública. Por outro lado, uma multidão destituída e fraca, a alma ulcerada, sempre pronta para a desordem. | ” |
|   | — Papa Leão XIII . |   |

Mas ele recusa a ideia de "luta" entre as duas.
No entanto, as conciliações do conceito de luta de classes e ideais cristãos foram tentadas, particularmente através da teologia da libertação, desenvolvida nos anos 1960 e 70 na América Latina. O Papa João Paulo II, no entanto, defendeu a manutenção da doutrina social oficial da Igreja, declarando, por exemplo, em 2002, sobre a ocupação da terra no Brasil: "para alcançar a justiça social, é necessário tornar-se além da simples aplicação de esquemas ideológicos decorrentes da luta de classes, por exemplo, a ocupação da terra, que já condenei durante minha jornada pastoral de 1991.". A doutrina social da Igreja é, portanto, opôs à luta de classes a ideia de uma "associação de classes": "o trabalho de um e o capital do outro devem ser associados um ao outro, uma vez que um não pode fazer nada sem a ajuda do outro" diz a encíclica Quadragesimo anno (§58)  publicada em 1931 pelo Papa Pio XI. A aplicação desta ideia pode ser encontrada na promoção do corporativismo cristão ou da associação capital-trabalho defendida pelo gaullismo.

#### A questão de outras lutas políticas
O caso Dreyfus foi o grande caso da consciência do socialismo francês sobre o vínculo entre a luta política (neste caso, a defesa da justiça e dos direitos humanos) e a prioridade doutrinal absoluta dada à luta de classes. Alguns socialistas hesitaram antes de se comprometer com o capitão Alfred Dreyfus (oficial e burguês), julgando que, no caso de uma questão interna da burguesia, um engajamento traria a luta de classes. Outros socialistas, como Rosa Luxemburgo ou Jean Jaures ("certamente, podemos, sem contradizer nossos princípios e sem falhar a luta de classes, ouvir o choro da nossa piedade, podemos na luta revolucionária manter as entranhas humanas"), sentiram que a defesa de Dreyfus era compatível com a luta de classes.
Na sequência de Maio de 1968, alguns revolucionários criticaram os partidos marxistas ligados à luta de classes por terem dificuldades em integrar as "novas lutas": feminismo, regionalismo, antirracismo, ecologia, etc.

#### A questão da participação no poder e no reformismo
O conceito de luta de classes também é criticado por socialistas reformistas ansiosos por realizar reformas sociais à frente do "Estado Burguês". Este conceito, teoricamente, proíbe a colaboração dos ministros socialistas num governo burguês. Na França, isto levou o partido socialista SFIO recusar a participação no governo após a vitória do Cartel des Gauches em 1924 e do Bloc des gauches em 1932. Para resolver esta dificuldade doutrinária, o líder do SFIO, Leon Blum desenvolveu desde o do congresso do SFIO de Janeiro de 1926, a distinção entre o "exercício do poder" (que pode tolerar um certo grau de colaboração de classe, com o Parti républicain, radical et radical-socialiste em particular) e "conquista do poder" (resultante da luta de classes).

#### Crítica liberal
Os defensores do liberalismo econômico desafiam a concepção marxista da luta de classes. Podem negar, ou elaborar uma tipologia diferente, ou reduzir o seu alcance para o conflito sobre a distribuição do produto nacional (como Raymond Aron). Por outro lado, Karl Popper escreveu que Marx estava correto "ao argumentar que a luta de classes e a união dos trabalhadores seriam os principais agentes" da transformação do capitalismo.

### Críticas sociológicas
Outro grande eixo de crítica do conceito de luta de classes reside na validade da definição das próprias classes sociais.
O estudo das populações está cada vez mais refinado em resposta à crescente diversificação de situações e comportamentos socioeconômicos (noção de segmentação da população).

#### A questão da homogeneidade das classes sociais
Alguns críticos questionaram, em particular, a homogeneidade de interesses e comportamentos existentes numa mesma classe social. Para esses críticos, a noção de luta de classes é "simplista" e, a divisão da sociedade entre trabalhadores e capitalistas não corresponde à realidade. Neste, as pessoas com as mesmas funções estão em competição e, portanto, têm alguns interesses conflitantes. Assim, observamos tensões protecionistas, que visam proteger empresas locais e, portanto, trabalhadores contra outros trabalhadores, chefes contra outros chefes; tensões durante greves entre grevistas e não-grevistas; tensões entre aqueles que estão integrados no sistema e aqueles que estão marginalizados (teoria insider-outsider). Segundo Pitirim Sorokin, "qualquer grupo social organizado é sempre um corpo social estratificado. Não existe qualquer grupo social permanente que seja 'plano' e no qual todos os membros são iguais."

#### A questão das classes médias
Outras críticas baseiam-se no surgimento na segunda metade do século XX de uma grande classe média e o declínio quantitativo da classe trabalhadora - na França em torno de 1970 - lançou um desafio sociológico-histórico para conceito de luta de classes. Para alguns, essas evoluções sociológicas invalidam o conceito de luta de classes, que deve ser substituído por outros modos de ação política (por exemplo, o reformismo sob a ação do Estado) ou outra forma de luta.
Para outros, o conceito de luta de classes permanece válido. A ideia da classe média foi levada em consideração por Karl Marx, que sentiu que esta estava destinado a equiparar-se ao proletariado. No século XX, o economista Paul Boccara coloca a existência de uma nova "classe salarial".